# CGOS
CGOS（英語：Computer Go Server）是圍棋的對弈網站，僅提供給電腦圍棋程式互相對弈。

## 簡介
CGOS提供圍棋軟體在各式棋盤上使用圍碁文字協議對弈，提供9x9、13x13以及標準19x19棋盤，系統會自動配對對手進行對弈，並提供等級分計算排行榜，讓圍棋軟體的開發者可以了解軟體的實力。

## 規則
為了讓程式判斷更為簡單與清楚，採用Tromp–Taylor規則計算勝負（但禁止自殺），該規則接近於於中國規則。讓子在19x19與13x13為貼7.5目，在9x9的則為7.0目。
比賽用時採包乾制，9x9為每方五分鐘，13x13為每方十分鐘，19x19為每方十五分鐘。除此之外，系統會在每一步都增加一小段可用時間，以避免軟體本身以為沒有超時，但伺服器卻因為網路傳輸延遲而造成判負的情況。

## 排行榜
CGOS採用等級分的機制計算排行榜。系統提供兩種排行榜：
- 第一種為即時更新的Elo[2][3][4]，在每次對弈完後就會更新成績，可以較即時得知軟體實力，但僅保留三十天內有下棋的軟體資訊，且排名準確度較差。
- 第二種為每日更新一次的BayesElo[5][6][7]，軟體最少需有100場的成績才會列入排名計算。雖然更新頻率沒有前者Elo高，但因演算法的特性以及場次低標限制，排名較Elo準確[8]，而且保留所有歷史資料。一般在討論相對強度時都會以BayesElo為主。

這兩種等級分計算方式都會遇到分數漂移的問題（英語：Rating inflation/deflation）。在2020年6月11前，CGOS所提出的緩解方案是將GNU Go（帳號Gnugo-3.7.10-a1）常態參與比賽，並固定在1800分作為基準，藉此穩定分數。
在2020年6月11日後，9x9與13x13維持使用GNU Go常態參與比賽，但19x19因為現在的電腦圍棋引擎強度比以前提昇許多，使用GNU Go難以判斷實際強度，所以改用Leela Zero引擎與ELF OpenGo訓練資料的機器人（帳號LZ_05db_ELFv2_p800）常態參與比賽，並固定在3670分作為基準。

### 分數差異與勝率對照
在CGOS官網上有完整的列表。常見的對應點為：
- 差70分時約60%。
- 差150分時約70%。
- 差240分時約80%。
- 差380分時約90%。
- 差800分時約99%。

### 與人類對應
CGOS的維護者山下宏依照AlphaGo相關的論文，以及2018年一月時Go Ratings的資料，推算AlphaGo的各種版本以及人類頂尖棋手在CGOS上可能對應到的BayesElo分數：
| 軟體或人類                      | BayesElo | Go Ratings | 備註                                                            |
| ------------------------------- | -------- | ---------- | --------------------------------------------------------------- |
| AlphaGo Zero（40 blocks版）     | 5422?    | 4450?      |                                                                 |
| AlphaGo（Master版）             | 5231?    | 4250?      |                                                                 |
| AlphaGo Zero（20 blocks版）     | 5022?    | 4050?      |                                                                 |
| AlphaGo（Lee版）                | 4672?    | 3700       | Go Ratings的3700分是以AlphaGo李世乭五番棋中四勝一負的戰績推算。 |
| 朴廷桓                          | 4592?    | 3620       | 發文當時人類在Go Ratings上最高分的棋手。                        |
| 柯洁                            | 4590?    | 3618       |                                                                 |
| 井山裕太                        | 4546?    | 3574       |                                                                 |
| 李世乭                          | 4514?    | 3542       |                                                                 |
| DeepZenGo                       | 4269     | 3297?      | 帳號Zen-15.7-4c1g，發文當時在CGOS上BayesElo分數最高的帳號。     |
| AlphaGo（Fan版，176 GPU）       | 4122?    | 3150       | 對戰樊麾的版本。                                                |
| AlphaGo（Fan版，48 CPU與8 GPU） | 3862?    | 2890       |                                                                 |
| GNU Go                          | 1800     | 828?       | 帳號Gnugo-3.7.10-a1，固定的基準分。                             |

## 知名圍棋軟體
由於CGOS提供了二十四小時都可以自動對弈的環境，有不少知名圍棋的軟體都有官方或愛好者將軟體掛上去測試：

### 開放原始碼
- AQ，即AQ系列。
- GNU Go，即Gnugo-3.7.10-a1[9][10][11]，系統固定其Elo與BayesElo等級分為1800[1]，作為排名的計算基準。
- KataGo，即各種帶有kata名字的系列。截至2020年5月是目前CGOS上BayesElo歷史記錄裡分數最高的圍棋軟體（Kata135-40b-2080ti[7]）。
- Leela及Leela Zero，即leela與LZ系列。
- SAI，即SAI系列。

### 非開放原始碼
- DeepZenGo，即Zen系列。
- PhoenixGo，即cronus系列。
- 天壤围棋，即define-3.0[13][14]與tianrang[7]系列。

## 相關連結
- ELF OpenGo
- Go Ratings
- Leela Zero
- 计算机围棋
- 網路圍棋

## 外部連結
- 官方网站 （英文）
- CGOS is Go server for computer programs.，相關的程式碼。（英文）
- DeepLeela，即時對弈的網頁服務。（英文）
- 9x9 Go Server （英文）
- Computer Go Server（页面存档备份，存于） （英文）